# Кендрик, Алекс
Алекс Кендрик (англ. Alex Kendrick; род. 1970, Атенс, Джорджия) — американский актёр, режиссёр, сценарист, монтажёр, продюсер, композитор, оператор, писатель. Один из пасторов Шервудской баптистской церкви в городе Олбани, штат Джорджия. Его служение в церкви непосредственно связано с производством художественных фильмов, основной темой которых является Евангелие Иисуса Христа и христианские ценности. Для производства фильмов церковь создала компанию Sherwood Pictures.

## Биография
Алекс Кендрик родился в 1970 году в городе Атенс, штат Джорджия. Женат на Кристине Кендрик у пары шестеро детей.

## Фильмография
| Год  | Название                | Оригинальное название | Режиссёр | Сценарист | Продюсер | Актёр | Роль                   | Примечания          |
| ---- | ----------------------- | --------------------- | -------- | --------- | -------- | ----- | ---------------------- | ------------------- |
| 2003 | Маховое колесо          | Flywheel              | Да       | Да        | Да       | Да    | Джей Остин             |                     |
| 2006 | Противостояние гигантам | Facing the Giants     | Да       | Да        | Да       | Да    | Грант Тейлор           |                     |
| 2007 | —                       | 7th Street Theater    |          |           |          | Да    | Тони                   | эпизод: The Heckler |
| 2008 | Огнеупорный             | Fireproof             | Да       | Да        | Да       | Да    | пастор Страусс         |                     |
| 2011 | Отважные                | Courageous            | Да       | Да        |          | Да    | Адам Митчелл           |                     |
| 2013 | Пропавший медальон      | The Lost Medallion    |          |           |          | Да    | Дэниел                 |                     |
| 2014 | Ночь отдыха для мам     | Moms’ Night Out       |          |           |          | Да    | пастор Рэй             |                     |
| 2015 | Военная комната         | War Room              | Да       | Да        |          | Да    | Коулман Янг            |                     |
| 2018 | —                       | Like Arrows           |          | Да        | Да       | Да    | Джош в возрасте 42 лет |                     |
| 2019 | Победитель              | Overcomer             | Да       | Да        |          | Да    | Джон Харрисон          |                     |